# Сирватинці
Сирвати́нці (в давнину «Серватинці» (Serwatynce)) — село в Україні, у Городоцькій міській територіальній громаді Хмельницького району Хмельницької області.

## Розташування
За 19 км від адміністративного центру громади м. Городок, що на Хмельниччині на похилих берегах річки Яромирка живописно розташувалося село Сирватинці. Через присілок села тече річка Безіменна, яка впадає у річку Яромирку.

## Герб та прапор
Затверджені 3 листопада 2017 р. рішенням № 2-16/2017 сесії сільської ради. Автор — П. Б. Войталюк.
Щит поділений срібною балкою. У першій лазуровій частині золоте сонце з шістнадцятьма променями. В другій червоній частині срібна укорочена обабіч хвиляста балка, протягнута з країв через два золотих ткацьких човники. Щит вписаний у декоративний картуш і увінчаний золотою сільською короною. Унизу картуша напис «СИРВАТИНЦІ».
Сонце — символ Поділля; балка — символ річки Яромирки, укорочена хвиляста балка з ткацькими човниками — символ ткацьких промислів, що здавна існували на території села.

## Історія

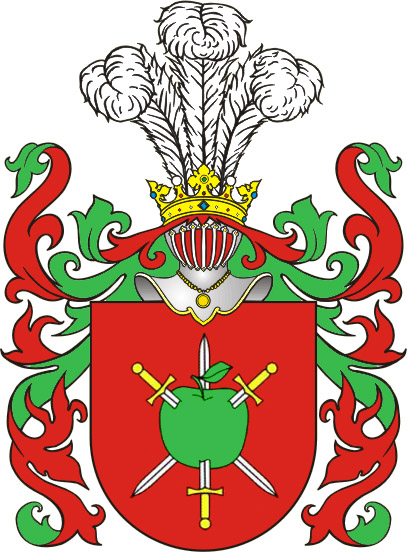
Родовий герб Гербуртів

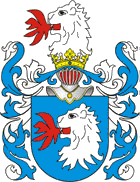
Родовий герб Задора

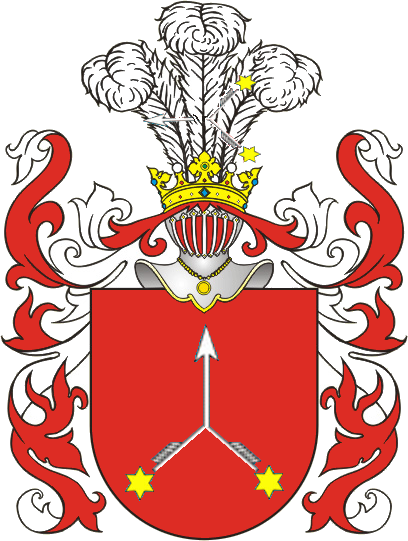
Родовий герб Калинова

Герб Тадеуша Грабянки

Село Сирватинці розкинулось на берегах невеликої річки Яромирки, причому, на місці одного із стародавніх поселень. Свідченням цьому є речі, які вдається час від часу знаходити: кам'яні сокири, ножі, молотки. Ними, безперечно, користувалися поселенці у сиву давнину.
В багатьох історичних документах назва села пишеться саме як «Серватинці»(Serwatynce).
Першу письмову згадку про село можна знайти в у «Реєстрі димів Подільського воєводства» за 1493 рік.
В другій половині XVI ст. село належало Гербуртам.
Від Гербуртів Сирватинці перейшли до Лянцкоронських, потім Калиновським, Стадницьким і Грабянкам(все по жіночій лінії).
В 1893 році село купив генерал-майор Тимченко-Островерхов.
Згідно з переписом 1926-го року в Сирватинцях, які були центром сільської ради в 282-х господарствах проживало 1158 осіб (544 чоловіків та 614 жінок). Існувало 3 господарства не селянського типу, в них було 17осіб. На Вербичні тоді жило 183 особи в 46 господарствах (93 чоловіків та 90 жінок).
Село можна знайти на багатьох мапах різних часів та країн. Найдавнішою є голландська мапа Поділля орієнтовно 1660 року (Szewaczinczy).

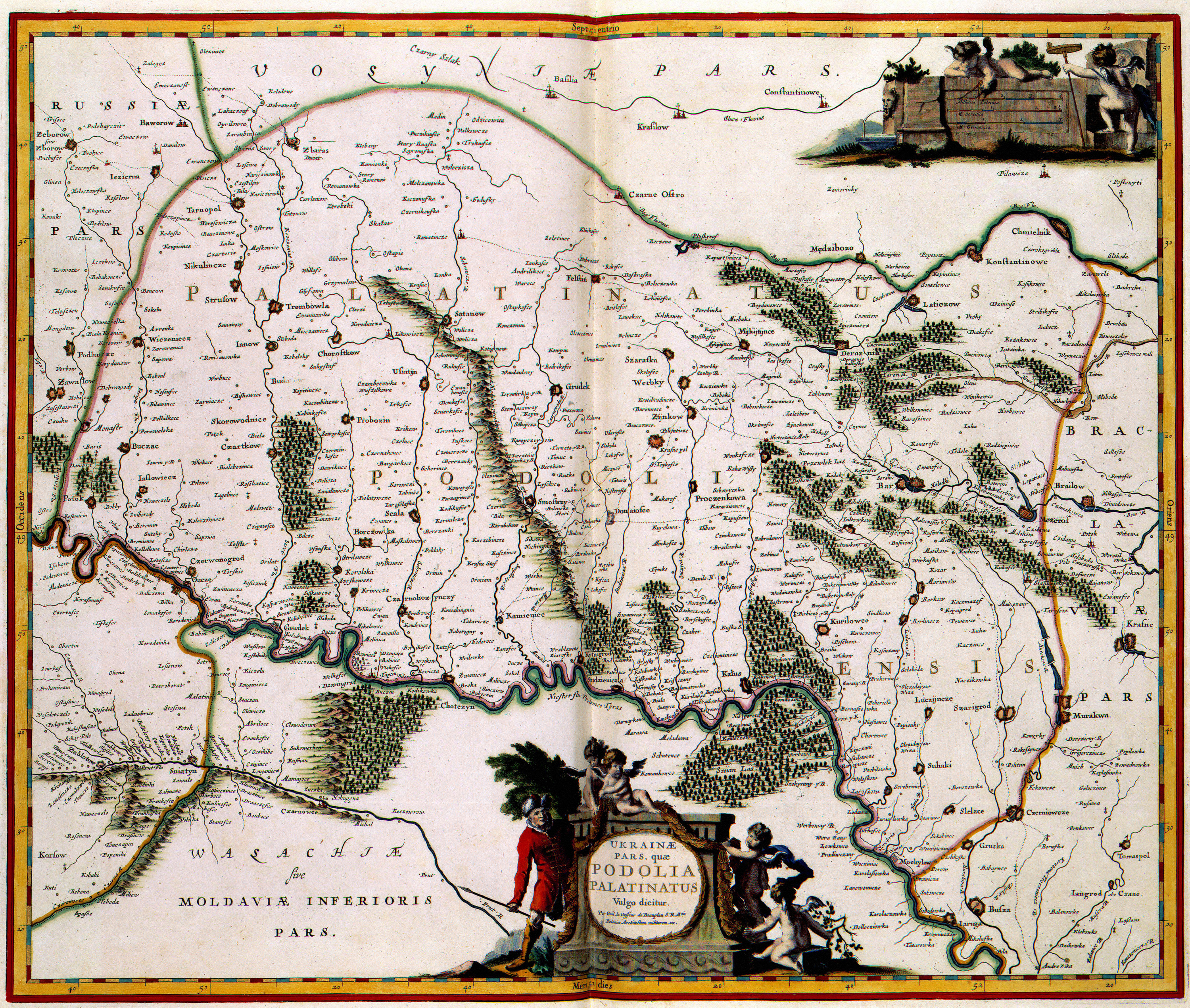
Землі Українські, Поділля, 1660рік

Також назву села можна зустріти на мапах: австро-угорських кінця ХІХст.[недоступне посилання з липня 2019], німецьких часів І-ї світової війни[недоступне посилання з липня 2019]), російських кінця ХІХст., та американських військових мапах[недоступне посилання з липня 2019] часів ІІ-ї світової війни.
7 (20) листопада 1917 року, відповідно до Третього Універсалу Української Центральної Ради, увійшло до складу Української Народної Республіки.

### Незалежна Україна
З 24 серпня 1991 року село в складі незалежної України.
Село Сирватинці до 2017 року входило до складу Скіпченської сільської ради. В селі рахується 217 дворів і 573 жителі.
12 червня 2020 року, відповідно до розпорядження Кабінету Міністрів України № 727-р «Про визначення адміністративних центрів та затвердження територій територіальних громад Хмельницької області», увійшло до складу Городоцької міської громади.
19 липня 2020 року, в результаті адміністративно-територіальної реформи та ліквідації Городоцького району, увійшло до складу новоутвореного Хмельницького району.

### Адміністративно-територіальна приналежність
1493—1793 рр. — у складі Подільського воєводства Польського Королівства (1434–1569) та Речі Посполитої (1569–1793).
1672—1699 рр. — у складі Османської імперії Подільського еялету Кам'янецького санджаку.
1793—1917 рр. — у складі Російської імперії.
— З 1.05.1795 р. у Подільському намісництві. 
— З 12.12.1796 р. у Подільській губернії, Кам'янецький повіт, Купинська волость.
22.01.1918—1920 рр. — на території Української Народної республіки та Української Держави.
1920-30.12.1922 рр. — в УСРР.
30.12.1922-24.08.1991 рр. — в складі УРСР СРСР.
— 07.03.1923 р. — Купинський район Кам'янецької округи Подільської губернії.
— 01.08.1925 р. — Купинський район Кам'янецької округи.
— 13.06.1930 р. — Купинський район Проскурівської округи.
— 02.09.1930 р. — Купинський район УСРР.
— 03.02.1931 р. — Смотрицький район УСРР.
— 27.02.1932 р. — Смотрицький район Вінницької області.
— 04.05.1935 р. — Смотрицький район Кам'янецького прикордонного округу Вінницької області.
— 22.09.1937 р. — Смотрицький район Кам'янець-Подільської (з 4.02.1954 р. Хмельницької) області.
01.09.1941 — 10.11.1944 рр. — Смотрицька управа, Кам'янець-Подільський ґебітскомісаріат, генеральна округа «Волинь-Поділля», Райхскомісаріат Україна.
— 04.01.1965 р. — Городоцький район Хмельницької області.
24.08.1991 р. — Україна, Хмельницька область, Городоцький район.

## Інфраструктура
На території села Сирватинці є дитячий садок «Сонечко», сільський Будинок культури, сільська бібліотека, п'ять торгових точок, православна Покровська церква, збудована в 1878 році.

## Населення

### Мова
Розподіл населення за рідною мовою за даними перепису 2001 року:
| Мова       | Кількість | Відсоток |
| ---------- | --------- | -------- |
| українська | 607       | 99.84%   |
| російська  | 1         | 0.16%    |
| Усього     | 608       | 100%     |

## Відомі люди
В селі народилися:
- Петров Микола Борисович (* 25 грудня 1952 — † 2 жовтня 2008) — український історик, археолог, краєзнавець, дослідник історії Кам'янця-Подільського. Відмінник освіти України.
- Брилінський Дмитро Михайлович (* 10 вересня 1916 — † 5 березня 1998) — український педагог, краєзнавець.

## Галерея

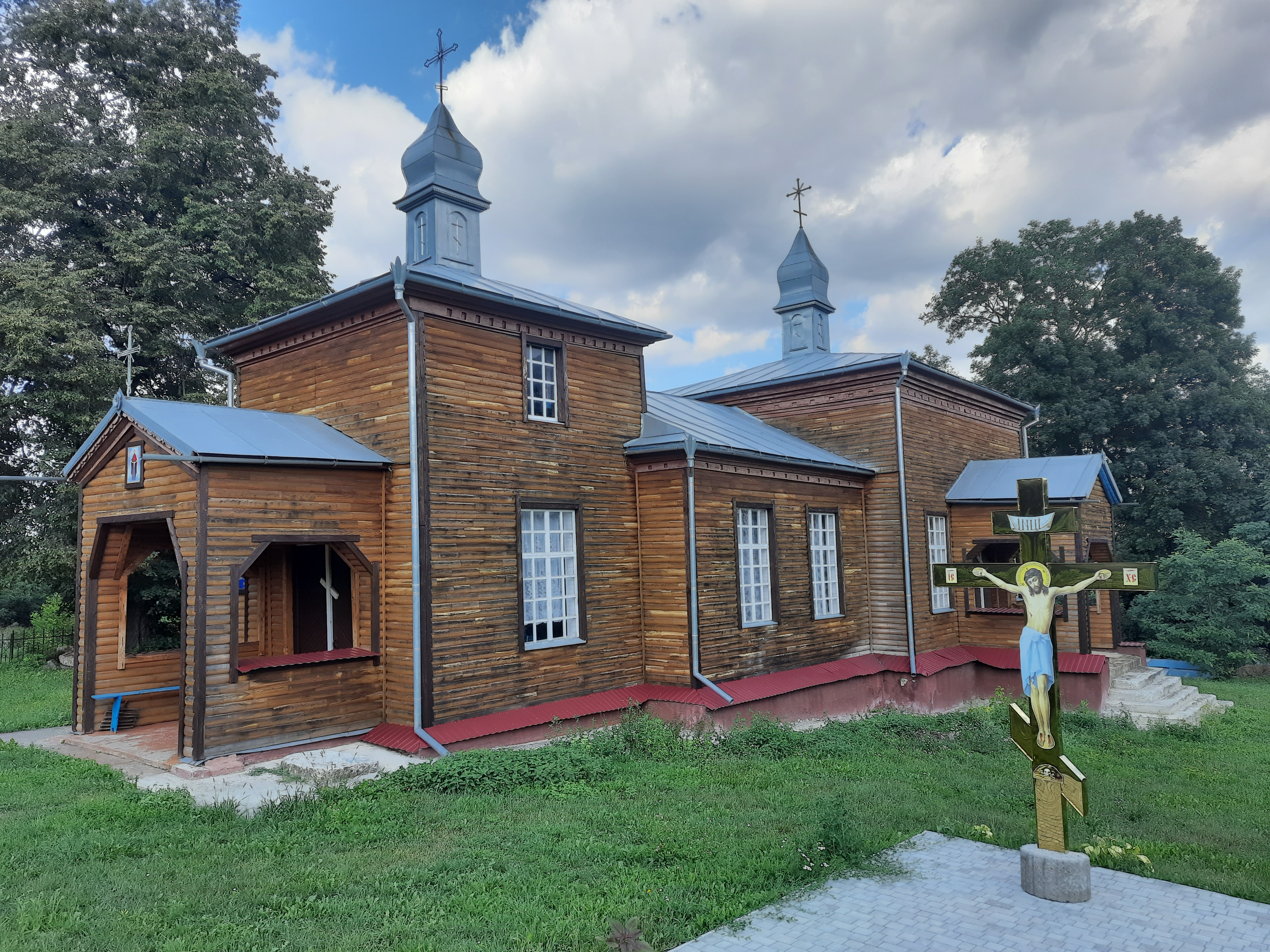
Покровська церква
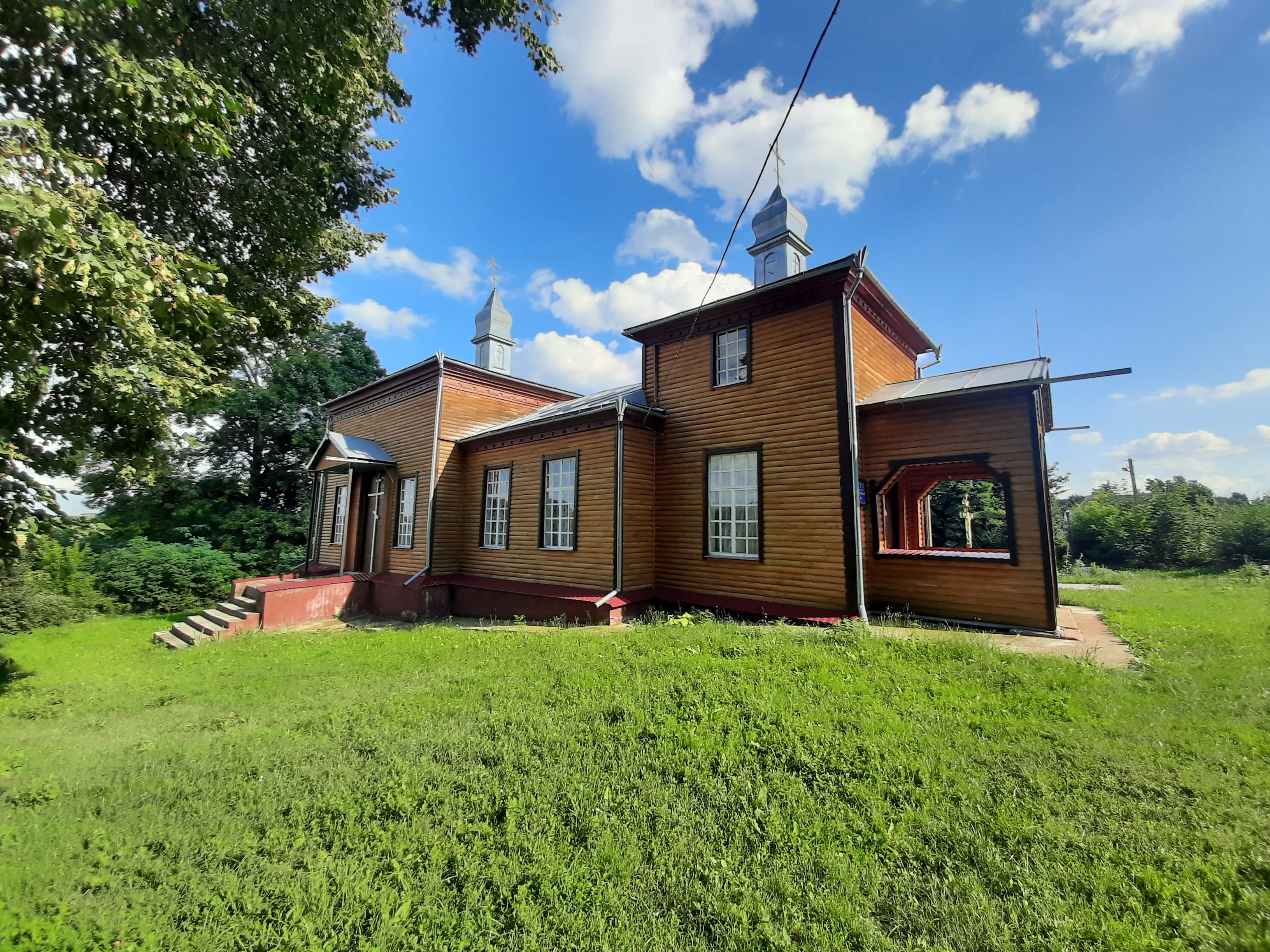
Покровська церква